# Niko Grafenauer
Niko Grafenauer (* 5. prosince 1940 Lublaň) je slovinský básník, esejista, literární historik a překladatel. Je zejména autorem populárně-naučné literatury pro děti.

## Životopis
Narodil se v Lublani do chudé dělnické rodiny jako sedmé dítě. Nedlouho po porodu jeho matka zemřela, otec zemřel, když bylo Grafenauerovi rok a půl. Své dětství pak strávil se starší sestrou v městečku Velike Lašče. Střední školu navštěvoval v Cerknici. V roce 1969 absolvoval Univerzitu v Lublani, kde studoval literární historii. V literárním magazínu Sodobnost začal vydávat svou poezii již v padesátých letech. V roce 1982 byl jedním ze zakladatelů opozičně laděné Nove revije. Je členem Slovinské akademie věd a umění. V roce 1997 obdržel Prešerenovu cenu.

## Dílo
Své první básně publikoval ve sborníku Mlada pota roku 1956, první vlastní sbírku básní Večer pred praznikom roku 1962. Poezii také překládal především z němčiny, srbochorvatštiny a angličtiny. V překladu se věnoval především autorům, kteří měli stylově blízko k jeho vlastní poezii. Do slovinštiny přeložil básně Hanse Magnuse Enzensbergera, Gottfieda Benna, Paula Celana, Fridricha Hölderlina, Elsy Lasker-Schüler, Huga von Hofmannsthala, Rainera M. Rilkeje. Studie o těchto autorech sepsal anglicky.